# Яцимирский, Константин Борисович
Константи́н Бори́сович Яцими́рский (1916—2005) — советский и украинский учёный-химик, академик Академии наук Украинской ССР (1964).

## Биография
Родился 4 апреля 1916 года[по какому календарю?] в селе Пологи Гайсинского уезда Каменец-Подольской губернии (ныне — Тепликский район, Винницкая область).
В 1931 году — окончил школу-семилетку в городе Черкассы и поступил в Черкасский лесной техникум, который в 1932 году перевели в город Чугуев Харьковской области. Во время учёбы в техникуме работал секретарём и членом комитетов ряда комсомольских организаций.
В 1934 году — окончил Чугуево-Бабчанский лесной техникум и был оставлен работать помощником заведующего Малиновским производственным участком Чугуево-Бабчанского Учебного лесхоза НКЗ УССР.
В 1935 году — был переведен на научно-исследовательскую работу в Узбекскую лесоопытную станцию, сначала в должности техника-лесовода, а с 1936 года — исполнял обязанности заведующего Аман-Кутанским опорного пункта этой станции.
Тогда же написал первую научную статью «Орехи Аман-Кутана», которая была опубликованная в 1938 году в «Трудах Узбекской лесоопытной станции».
В 1936 году — поступил на химический факультет Среднеазиатского государственного университета (Ташкент).
Вел научно-исследовательскую работу сначала на кафедре органической химии под руководством профессора И. П. Цукерваника (впоследствии ставшего действительным членом АН Узбекской ССР), а затем на кафедре физхимии у профессора М. И. Усановича (автора обобщенной теории кислот и оснований, впоследствии ставшего действительным членом АН Казахской ССР).
В 1940 год — опубликовал первые 3 научные работы по химии в «Журнале общей химии» и в «Бюллетене Всесоюзного химического общества имени Д. И. Менделеева».
7 июля 1941 года — защитил свою дипломную научную работу, которая была посвящена изучению кислотно-основных взаимодействий в уксусном ангидриде и получил диплом с отличием об окончании САГУ. Качество дипломной работы было высоко оценено и ему предложили защитить её в качестве кандидатской диссертации. После сдачи кандидатского минимума экзаменов, 8 августа 1941 года на Ученом Совете САГУ защитил диссертацию на тему: «Апротонное кислотно-основное взаимодействие в уксусном ангидриде», а 29 сентября 1941 года — утвержден в ученой степени кандидата химических наук.
После защиты немного поработав ассистентом кафедры физической химии САГУ, и в октябре 1941 года был призван в Красную Армию и с 1 ноября 1941 года стал курсантом Военной Академии Химической защиты НКО имени К. Е. Ворошилова.
В июне 1942 года, после завершения краткосрочных курсов среднего командного состава, по распоряжению Главного военно-хозяйственного управления (ГВХУ) Красной Армии был направлен преподавателем химии и военно-химического дела в Подольское пехотное училище, в котором он и проработал до демобилизации в декабре 1945 года.
В 1944 году вступил в члены ВКП(б) (парторганизация Подольского пехотного училища).
Работая в Подольском пехотном училище, продолжал заниматься научными поисками в области теоретической химии. Для доклада о результатах проведенных исследований был выбран ближайший ВУЗ, который не был отправлен в эвакуацию — Ивановский химико-технологический институт.
В течение Великой Отечественной войны неоднократно приезжал в Иваново; на заседании Ивановского отделения ВХО имени Д. И. Менделеева сделал 6 сообщений по итогам своих изысканий, а летом 1945 года, через 2 месяца после окончания войны с Германией, сделал доклад на первой Всесоюзной конференции по электрохимии, проходившей в стенах ИХТИ.
В декабре 1945 года был демобилизован, и тогда же подал заявление для приема на работу в ИХТИ, где проработал до 1958 года, пройдя путь от ассистента кафедры неорганической химии до заместителя директора по научной работе.
Заведующий кафедрой неорганической химии ИХТИ профессор Иван Иванович Заславский заметил неординарность молодого коллеги и порекомендовал ему обратиться к заведующему кафедрой неорганической химии МХТИ имени Д. И. Менделеева члену-корреспонденту АН СССР Анатолию Федоровичу Капустинскому (1906—1960) с целью определения тематики дальнейших исследований для защиты докторской диссертации. По инициативе А. Ф. Капустинского Яцимирским был начат и в дальнейшем выполнен большой цикл теоретических и экспериментальных исследований по термохимии комплексных соединений.
С 1 января 1947 года — без отрыва от основной работы в ИХТИ учится в докторантуре при Институте общей и неорганической химии АН СССР (консультанты по теме докторской диссертации — директор ИОНХ, академик АН СССР Илья Ильич Черняев (1891—1966) и А. Ф. Капустинский).
Учитывая важность тематики диссертации, ставшей «неотложной задачей неорганической химии», А. Ф. Капустинский в 1947 г. обратился в Ученый Совет ИХТИ с письмом, в котором отметил «одаренность и преданность науке» со стороны диссертанта, назвав его «одним из самых выдающихся химиков молодой научной школы».
В сентябре 1947 года Яцимирский освобождается от должности начальника НИС ИХТИ для наиболее плотной подготовки докторской диссертации.
В октябре 1947 года — утвержден ВАК в ученом звании доцента.
В 1947 году семья Яцимирских закрепилась в Иваново, получив двухкомнатную квартиру в студенческом общежитии площадью 24 квадратных метра. Позднее семья жила на улице Пушкина, сначала в д. 3, потом в д. 7. Лидия Евсеевна, ботаник по образованию, изучала флору Ивановской области, и преподавала биологию в школе № 32.
В 1948 году — защита докторской диссертации, тема: «Термохимия комплексных соединений» в Институте общей и неорганической химии Академии наук СССР. Оппоненты на защите диссертации — члены-корреспонденты АН СССР А. А. Гринберг и В. В. Лебединский, а также профессор МГУ К. Г. Хомяков. Защита прошла блестяще.
В 1949 году — присвоение учёной степени доктора химических наук и утверждение в учёном звании профессора кафедры аналитической химии. К этому времени было опубликовано 40 его научных трудов.
В 1952 году — окончил вечерний университет марксизма-ленинизма.
С апреля 1955 года по декабрь 1958 года работает в должности заместителя директора ИХТИ по научной работе, организовав в ИХТИ первую проблемную лабораторию по термодинамике химических реакций, которую он и возглавил. Провел большую работу по организации издания всесоюзного журнала «Известия высших учебных заведений. Химия и химическая технология». Осенью 1957 года журнал был создан и с 1 февраля 1958 года стал издаваться в Иванове при ИХТИ, а Яцимирский был назначен ответственным редактором журнала.
Стремясь усовершенствовать преподавание аналитической химии в ИХТИ, усовершенствовать лабораторный практикум по этой дисциплине освоил кинетические методы анализа в лабораториях кафедры (одной из первых в стране) и ввел полумикрометод количественного анализа, давший экономию реактивов, труда и времени. Возглавляемая им кафедра, являлась пионером в деле введения в ВУЗах страны преподавания физико-химических методов анализа.
В 1961 году — избирается членом-корреспондентом АН УССР по специальности «Химия комплексных соединений», а также заведующим отделом химии комплексных соединений Института общей и неорганической химии АН УССР (проработав там до 1969 года), директор которого в то время — член-корреспондент АН СССР (с 1953 г.), действительный член АН УССР (с 1954 г.) Антон Владимирович Думанский (1880—1967).
Отъезд Яцимирского в Киев состоялся лишь в 1962 году, когда приказом ректора ИХТИ К. Н. Белоногова от 1 сентября 1962 года он был освобожден от занимаемой должности заведующего кафедрой аналитической химии и профессора ИХТИ (Жена Лидия Евсеевна оставалась в Иванове с сыновьями еще один год, пока старший сын Виталий в 1963 году не окончил ИХТИ).
По приезде в Киев, работает в ИОНХ АН УССР, а с 1962 по 1981 годы преподает в должности профессора кафедры химии и анализа редких элементов химического факультета Киевского государственного университета имени Т. Г. Шевченко.
С 1963 по 1978 годы — работа в должности академика-секретаря Отделения химии и химической технологии АН УССР.
В 1964 году — избран действительным членом АН УССР.
С 1969 по 1981 годы — работа директором Института физической химии имени Л. В. Писаржевского АН УССР.
В 1992 году — избрание членом-корреспондентом Academia Peloritana dei Pericolanti (Италия).
Умер 21 июня 2005 года в Киеве.

## Научная деятельность
С помощью термохимии, спектральных и радиоспектроскопических методов определял строение координационных соединений и параметры химических связей в них. Установил (1951) закономерности, связывающие энергии решётки, радиусы ионов, теплоты растворения и образования солей, энтропии ионов в кристаллах и растворах. Изучил (совместно с С. В. Волковым) закономерности строения и свойств комплексных соединений переходных металлов и лантаноидов в водных и неводных растворах. Предложил (1966) новый метод определения констант устойчивости комплексов. Обнаружил и обосновал (1969) ненаправленное взаимное влияние лигандов в комплексных соединениях. Разработал оригинальные каталитические методы определения ультрамикроколичеств различных элементов. Обнаружил (1982) новые колебательные реакции с макроциклическими комплексами меди и никеля.
Начиная с 1950 года, К. Б. Яцимирский с учениками проводил работы по определению полных термодинамических характеристик реакций комплексообразования (ΔН, ΔG, ΔS) для различных соединений ртути, кадмия, свинца, лантаноидов и других элементов с различными лигандами. Для нахождения изменения свободной энергии в этих реакциях (ΔG = RT lnK) необходимо было изучить равновесие реакций комплексообразования в растворах. К. Б. Яцимирский в 1956 году предложил довольно универсальный способ определения констант устойчивости К (или констант нестойкости) координационных соединений на основании определения изменения любого доступного для измерения физического свойства, связанного линейной зависимостью с концентрацией образующихся в растворе комплексов. Этот способ вошел в научную литературу под названием «метод Яцимирского».
В 1951 году в издательстве АН СССР вышла монография К. Б. Яцимирского «Термохимия комплексных соединений» (251 с.), в которой в основу анализа термохимических данных было положено понятие энергии решетки комплексных солей. Вычисление этой энергии позволяло находить энергию образования газообразных комплексных ионов и оценивать их важнейшие энергетические параметры (энергию присоединения лигандов к центральному иону, сродство к различным ионам, теплоту сольватации и т. д.). Для выполнения расчетов необходимо было иметь данные об эффективных размерах радиусов комплексных ионов, которые были установлены К. Б. Яцимирским и названы им термохимическими радиусами. В ходе применения этих радиусов ко многим соединениям была проведена ревизия многочисленных опубликованных ранее термохимических данных, в результате чего были выявлены ошибки в зарубежных справочных изданиях.
Исследования по константам нестойкости были обобщены в монографии К. Б. Яцимирского и В. П. Васильева «Константы нестойкости комплексных соединений», изданной в 1959 г., и позже переведенной на английский и китайский языки и изданной в США, Великобритании и Китае.
В 1952 г. в ИХТИ К. Б. Яцимирским начаты работы по исследованию гомогенных и гомогенно-каталитических реакций и по их применению для определения субмикрограммовых количеств химических веществ в физико-химических системах. На основе этих работ были созданы экспериментальные и теоретические основы кинетических методов анализа, использующих зависимость скорости реакции от концентрации определяемого вещества. К. Б. Яцимирский — автор широко применяемых в настоящее время вариантов кинетических методов: метода тангенсов, дифференциального, каталиметрического титрования, методов, использующих измерение продолжительности индукционного периода и каталитических полярографических токов. Им разработаны и предложены новые методы определения ультрамалых количеств многих редких и цветных металлов в различных природных и промышленных объектах. Систематизацией и обобщением этих работ явилась монография К. Б. Яцимирского «Кинетические методы анализа», выдержавшая 2 издания (1963 и 1967) и переведенная затем на английский, польский и венгерский языки.
Придя в ИФХ АН УССР Яцимирский продолжил тематику исследований, начатую в ИХТИ. Особенно расширилась работа в области теории и практики кинетических методов анализа. Последователи и ученики Константина Борисовича были не только в Иванове и Киеве, они появились и в Москве (МГУ им. М. В. Ломоносова, МИТХТ им. М. В. Ломоносова), в Вильнюсе (государственный университет), в Саратове (государственный университет), в Болгарии (Софийский ГУ), в Польше (Лодзинский ГУ), в ГДР (Лейпцигский ГУ) и других местах. В Киеве К. Б. Яцимирский усиленно стал заниматься применением методов квантовой химии к изучению строения неорганических соединений, а также внес большой вклад в квантовую бионеорганическую химию. Многие работы К. Б. Яцимирского и его учеников посвящены изучению с квантовохимических позиций электронного и пространственного строения координационных соединений с макроциклическими лигандами (тетраазамакроциклы, краун-эфиры, фосфорилсодержащие лиганды и т. п.).
В 1972 году Яцимирский начал исследования в новой для него области — бионеорганической химии, сформировавшейся на стыке таких дисциплин, как неорганическая химия, биохимия, молекулярная биология, медицина. Под его руководством изучалось взаимодействие биологически важных молекул (аминокислот, пептидов, нуклеотидов, витаминов, коферментов) с ионами металлов в растворах, при этом определялись состав, устойчивость и строение бинарных и разнолигандных биметаллических комплексов, а также количественные параметры, характеризующие взаимное влияние лигандов в этих комплексах. В 1976 г. в Киеве вышла монография К. Б. Яцимирского «Введение в бионеорганическую химию» (144 с.).
В конце 80-х гг. XX века К. Б. Яцимирский начинает исследования по изучению колебательных химических реакций, протекающих в хаотическом режиме и формулирует основные факторы, позволяющие утверждать, в каком режиме (периодическом или хаотическом) будет протекать колебательная химическая реакция. Вообще, Константин Борисович был убежден, что ученый не должен застаиваться на какой-то «своей проблеме», и раз в 10 лет ему следует менять направление вектора научных поисков. Примером он служил сам. Этому помогало владение им немецким, английским и французским языками.

### Педагогическая и общественная деятельность
Внес особый вклад в координацию научных исследований в качестве председателя Научного Совета по неорганической химии АН УССР, заместителя председателя и руководителя секции бионеорганической химии Научного Совета по неорганической химии АН СССР, главного координатора работ в области бионеорганической химии, выполняющихся в 6 странах бывшего социалистического содружества (СССР, НРБ, ГДР, ПНР, ЧССР, СРР).
Автор 26 учебников и монографий, опубликовано более 1000 статей и тезисов докладов, получено 22 авторских свидетельств и патентов на изобретения, подготовлено около 20 докторов и более 60 кандидатов наук.
Участвовал во многих международных конференциях по координационной химии (Швеция, 1962; Австрия, 1964; Швейцария, 1966; Япония, 1967; Австралия, 1969; Польша, 1970; Канада, 1972; Ирландия, 1974; Бразилия, 1977; Чехословакия, 1978; Венгрия, 1982; Италия, 1991), по аналитической химии (Чехословакия, 1959), по катализу (Вашингтон, 1975), по неводным растворам (Англия, 1976) и др. Он являлся организатором и неизменным участником многих Всесоюзных конференций, Чугаевских совещаний.
Вел большую педагогическую деятельность, и желающих попасть в аспирантуру к Яцимирскому было очень много. Требовал научные отчеты раз в год от всех преподавателей, а от аспирантов — раз в семестр, что в сочетании с интеллектуальным потенциалом Яцимирского и его готовностью помочь в трудных обстоятельствах давали свои плоды.
Его аспиранты защитили более десятка кандидатских диссертаций в области термохимии комплексных соединений и более десятка кандидатских диссертаций в области кинетических методов анализа.
К. Б. Яцимирский был прекрасным популяризатором научных знаний и часто выступал перед научными и научно-инженерными работниками, учителями, студентами, школьниками. Он обладал исключительными лекторскими способностями, его лекции всегда отличались глубиной, ясностью и четкостью изложения.
В 1956 году — избран членом редколлегии издания «Журнал неорганической химии».
С 1958 по 1962 годы — создатель и ответственный редактор журнала «Известия высших учебных заведений. Химия и химическая технология».
В 1958 году — делегат Международной конференции по катализу (ПНР, Варшава, Вроцлав).
В 1959 году — делегат Международной конференции по аналитической химии (ЧССР, Прага).
В 1960 году — член Международной комиссии по равновесиям в растворах (ИЮПАК).
В 1961 году — делегат Международной конференции по аналитической химии (ВНР, Будапешт).
С 1962 по 1981 годы — профессор кафедры химии и анализа редких элементов химического факультета Киевского государственного университета имени Т. Г. Шевченко.
Совместно с коллегами родственной кафедры Ленинградского технологического института имени Ленсовета было написано и издано в 1964 году под редакцией В. Б. Алесковского и К. Б. Яцимирского руководство «Физико-химические методы анализа» (452 с.).
С 1965 по 1983 годы — главный редактор журнала «Теоретическая и экспериментальная химия».
С 1965 года — член Президиума АН УССР.
С 1968 по 1978 годы — член экспертного совета по химическим наукам ВАК при Совете Министров СССР.
С 1969 по 1982 годы — член Комитета по Государственным премиям УССР в области науки и техники.
С 1982 по 1992 годы — профессор кафедры биофизики мембран и бионеорганической химии Московского физико-технического института.
С 1984 по 1993 годы — соредактор журнала «Journal of Coordination Chemistry».

### Цитаты ученых о К. Б. Яцимирском
Член-корреспондент АН СССР Анатолий Фёдорович Капустинский в 1947 году писал:

«Обладая превосходной и разносторонней научной подготовкой, будучи широко эрудированным в неорганической, аналитической, физической химии, он, вместе с тем, находит оригинальные творческие пути и устремленно работает по энергетике комплексных соединений, той области химии, в которой он, несмотря на свою молодость, по общему признанию, занимает в СССР выдающееся положение… Он первый положил в нашем Союзе основания термохимии комплексных соединений, к созданию которой призывали такие авторитетные ученые, как Н. С. Курнаков, И. И. Черняев, А. А. Гринберг, и актуальность которой была признана Всесоюзным Совещанием по комплексным соединениям в мае сего года в Ленинграде»

Академик Иван Павлович Алимарин:

«Молодых и нас, уже пожилых, всегда привлекало в К. Б. Яцимирском его любознательность, стремление к оригинальному, новому, непознанному в мире химии. Нет ни одной его статьи, книги, в которых не было бы новой мысли, идеи… Где бы он ни прошел, остается яркий след на стезе науки»

Академик Мартин Израилевич Кабачник:

«С именем Константина Борисовича Яцимирского для меня всегда связано современное состояние теоретической и экспериментальной координационной химии. Живо откликаясь на все новое в мировой литературе, творчески его перерабатывая и умножая силой своей научной фантазии, Константин Борисович всегда находится на переднем крае науки.»

Николай Николаевич Круглицкий (1938—1985), д.х.н., работавший в Институте коллоидной химии и химии воды имени А. В. Думанского АН УССР, специалист в области физико-химической механики:

«К. Б. Яцимирский — химик номер один на Украине.»

## Избранные труды
- Монография «Термохимия комплексных соединений», К. Б. Яцимирский (1951 год, 251 с.)
- Монография «Константы нестойкости комплексных соединений», К. Б. Яцимирский, В. П. Васильев (1959)
- Монография «Введение в бионеорганическую химию», К. Б. Яцимирский (1976 год, 144 с.)

## Награды и звания
- Орден «Знак Почёта» (1944) — за успехи в деле подготовки офицерских кадров для Красной Армии
- Медаль «За победу над Германией в Великой Отечественной войне 1941-1945 гг.» (1945)
- Медаль «За трудовую доблесть» (1953) — за активную работу как педагога и ученого
- Юбилейная медаль «В ознаменование 100-летия со дня рождения Владимира Ильича Ленина» (1970)
- Премия АН УССР имени Л. В. Писаржевского (1970)
- Избрание Почетным членом Польского химического общества (1970)
- Орден Трудового Красного Знамени (1971, 1976)
- Избрание доктором honoris causa Вроцлавского университета (1972)
- Юбилейная медаль «Тридцать лет Победы в Великой Отечественной войне 1941—1945 гг.» (1975)
- Юбилейная медаль «Сто лет Болгарской академии наук» (1976)
- Премия имени Л. А. Чугаева (за 1976 год, С. В. Волковым, Н. К. Давиденко) — за цикл работ «Спектры и строение координационных соединений»
- Золотая медаль имени Ярослава Гейровского АН ЧССР (1978)
- Звание Менделеевского чтеца (1980)
- Медаль «В память 1500-летия Киева» (1982)
- Медаль «Ветеран труда» (1984)
- Юбилейная медаль «Сорок лет Победы в Великой Отечественной войне 1941—1945 гг.» (1985)
- Орден Октябрьской Революции (1986)
- Заслуженный деятель науки и техники Украинской ССР (1991)
- Государственная премия УССР в области науки и техники (1994) — за цикл работ «Макрогетероциклические соединения: синтез, структура, свойство»
- Звание «Заслуженный профессор Международного научного фонда Сороса» (1994)

## Семья
Отец — Борис Михайлович, школьный учитель, мать — Степанида Александровна, фельдшер.
Жена — Лидия Евсеевна Теверовской (Константин Борисович женился еще во время учёбы в Ташкенте), умерла в 2004 году.
Сыновья — Виталий Константинович (родился в Ташкенте) д.х.н, профессор Киевского национального университета имени Тараса Шевченко, и Анатолий Константинович (родился в Подольске), оба — доктора наук.
Внук — Яцимирский Андрей Витальевич — к.х. наук, научный сотрудник кафедры физической химии Киевского национального университета имени Тараса Шевченко